# Rouguy Diallo
Rouguy Diallo (Nizza, 5 febbraio 1995) è una triplista francese.

## Biografia
Dopo la partecipazione ai mondiali juniores del 2012, conclusasi con l'eliminazione nel turno di qualificazione, e agli europei juniores del 2013, dove conquistò la dodicesima posizione in finale, nel 2014 prese parte ai mondiali juniores di Eugene, dove concluse la gara del salto triplo con la conquista della medaglia d'oro.
Nel 2015 si classificò quinta ai campionati europei under 23 e l'anno successivo fece il suo esordio ai campionati europei assoluti concludendo la gara in qualificazione. Nel 2017 fu medaglia di bronzo ai campionati europei under 23 di Bydgoszcz. Tra il 2018 e il 2019 partecipò ai campionati europei, agli europei indoor e ai mondiali, classificandosi rispettivamente ottava, settima e decima.

## Progressione

### Salto triplo
| Stagione | Misura  | Luogo         | Data      | Rank. Mond. |
| -------- | ------- | ------------- | --------- | ----------- |
| 2019     | 14,25 m | Doha          | 3-10-2019 | 26ª         |
| 2018     | 14,31 m | Berlino       | 8-8-2018  | 17ª         |
| 2017     | 13,98 m | Bydgoszcz     | 14-7-2017 | 35ª         |
| 2016     | 13,94 m | Forbach       | 29-5-2016 | 44ª         |
| 2015     | 13,80 m | Shanghai      | 17-5-2015 | 57ª         |
| 2014     | 14,20 m | Eugene        | 26-7-2014 | 20ª         |
| 2013     | 13,20 m | Pierre-Bénite | 7-6-2013  | 196ª        |
| 2012     | 12,88 m | Angers        | 17-6-2012 | 336ª        |
| 2011     | 12,64 m | Castres       | 26-7-2011 | 485ª        |

### Salto triplo indoor
| Stagione | Misura  | Luogo        | Data      | Rank. Mond. |
| -------- | ------- | ------------ | --------- | ----------- |
| 2018/19  | 14,39 m | Madrid       | 8-2-2019  | 11ª         |
| 2017/18  | 14,22 m | Val-de-Reuil | 27-1-2018 | 9ª          |
| 2016/17  | 13,20 m | Bordeaux     | 19-2-2017 | 89ª         |
| 2015/16  | 14,16 m | Aubière      | 27-2-2016 | 10ª         |
| 2014/15  | 13,83 m | Eaubonne     | 8-2-2015  | 29ª         |
| 2013/14  | 13,43 m | Bordeaux     | 22-2-2014 | 57ª         |
| 2012/13  | 12,88 m | Lione        | 17-3-2013 | 162ª        |
| 2011/12  | 12,95 m | Val-de-Reuil | 3-3-2012  | 168ª        |
| 2010/11  | 12,97 m | Aubière      | 20-2-2011 | n/d         |
| 2009/10  | 12,03 m | Nizza        | 6-3-2010  | n/d         |

## Palmarès
| Anno | Manifestazione    | Sede       | Evento       | Risultato | Prestazione | Note                                     |
| ---- | ----------------- | ---------- | ------------ | --------- | ----------- | ---------------------------------------- |
| 2012 | Mondiali juniores | Barcellona | Salto triplo | 15ª (q)   | 12,81 m     |                                          |
| 2013 | Europei juniores  | Rieti      | Salto triplo | 12ª       | 12,42 m     |                                          |
| 2014 | Mediterranei U23  | Aubagne    | Salto triplo | 4ª        | 13,59 m     |                                          |
| 2014 | Mondiali juniores | Eugene     | Salto triplo | Oro       | 14,44 m     | Miglior prestazione nazionale under 20   |
| 2015 | Europei under 23  | Tallinn    | Salto triplo | 5ª        | 13,77 m     |                                          |
| 2016 | Mediterranei U23  | Tunisi     | Salto triplo | Oro       | 13,63 m     |                                          |
| 2016 | Europei           | Amsterdam  | Salto triplo | 18ª (q)   | 13,58 m     |                                          |
| 2017 | Europei under 23  | Bydgoszcz  | Salto triplo | Bronzo    | 13,99 m     | Miglior prestazione personale stagionale |
| 2018 | Europei           | Berlino    | Salto triplo | 8ª        | 14,08 m     |                                          |
| 2019 | Europei indoor    | Glasgow    | Salto triplo | 7ª        | 14,18 m     |                                          |
| 2019 | Mondiali          | Doha       | Salto triplo | 10ª       | 14,08 m     |                                          |
| 2021 | Giochi olimpici   | Tokyo      | Salto triplo | 9ª        | 14,38 m     |                                          |

## Campionati nazionali
- 1 volta campionessa francese assoluta del salto triplo (2019)
- 1 volta campionessa francese assoluta del salto triplo indoor (2019)
- 1 volta campionessa francese under 18 del salto in lungo indoor (2012)
- 1 volta campionessa francese under 18 del salto triplo indoor (2012)

2011
- 6ª ai campionati francesi assoluti indoor (Aubière), salto triplo - 12,97 m
- 5ª ai campionati francesi under 18 indoor (Aubière), 60 m hs (76,2 cm) - 8"71
- 5ª ai campionati francesi under 18 indoor (Aubière), salto in lungo - 5,57 m
- Argento ai campionati francesi under 18 indoor (Aubière), salto triplo - 12,43 m
- 4ª ai campionati francesi under 18 (Dreux), 100 m hs (76,2 cm) - 14"36
- Argento ai campionati francesi under 18 (Dreux), salto in lungo - 5,62 m
- 5ª ai campionati francesi under 18 (Dreux), salto triplo - 12,21 m

2012
- Oro ai campionati francesi under 18 (Val-de-Reuil), salto in lungo - 5,78 m
- Oro ai campionati francesi under 18 (Val-de-Reuil), salto triplo - 12,81 m
- 10ª ai campionati francesi assoluti (Angers), salto triplo - 12,88 m
- eliminata in batteria ai campionati francesi under 18 (Lens), 100 m hs (76,2 cm) - dq
- eliminata in qualificazione ai campionati francesi under 18 (Lens), salto in lungo - 5,24 m
- Argento ai campionati francesi under 18 (Lens), salto triplo - 12,18 m

2013
- Argento ai campionati francesi juniores indoor (Lione), salto triplo - 12,88 m

2014
- 4ª ai campionati francesi assoluti indoor (Bordeaux), salto triplo - 13,43 m

2015
- Bronzo ai campionati francesi assoluti indoor (Aubière), salto triplo - 13,59 m

2016
- Argento ai campionati francesi assoluti indoor (Aubière), salto triplo - 14,16 m
- Bronzo ai campionati francesi assoluti (Angers), salto triplo - 13,88 m

2017
- Argento ai campionati francesi assoluti indoor (Bordeaux), salto triplo - 13,20 m

2018
- in finale ai campionati francesi assoluti indoor (Liévin), salto triplo - nm
- Bronzo ai campionati francesi assoluti (Albi), salto triplo - 13,97 m

2019
- Oro ai campionati francesi assoluti indoor (Miramas), salto triplo - 14,15 m
- Oro ai campionati francesi assoluti (Saint-Étienne), salto triplo - 13,61 m